# Avia BH-6

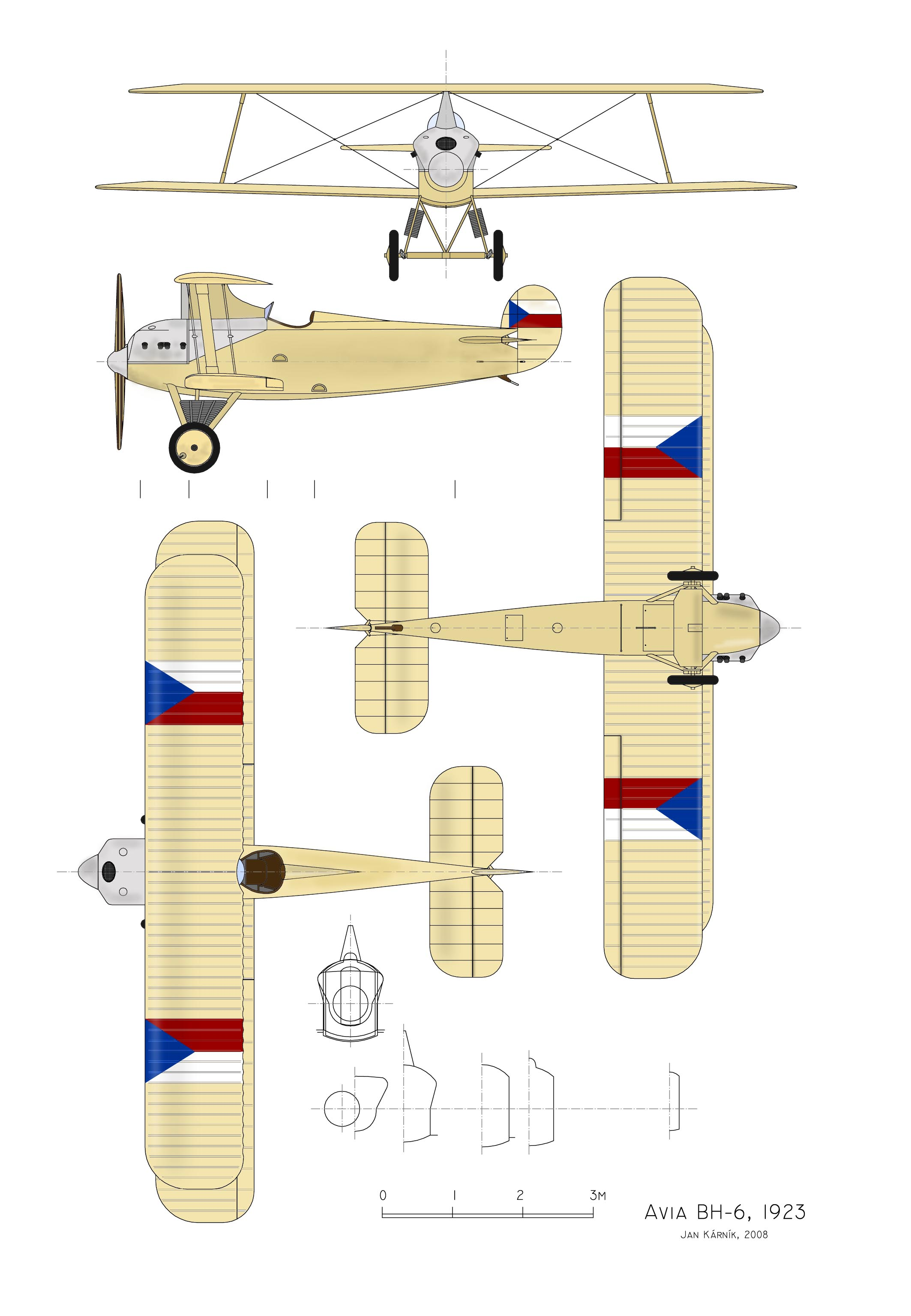
Desenho do protótipo Avia BH-6.

O Avia BH-6 foi um protótipo de caça construído na Checoslováquia em 1923. Era um biplano de compartimento único de configuração incomum, desenvolvido em conjunto com o BH-7, com o qual compartilhava o seu design de fuselagem e cauda.